# Iness Chenonge
Iness Chepkesis Chenonge (née le 1er février 1982 dans le district de Trans-Nzoia) est une athlète kényane spécialiste des courses de fond.
Ses meilleurs temps sont :
- 1 500 m : 4 min 08 s 61 Nairobi 	27/06/2009
- 2 000 m : 6 min 00 s 88 Ostrava 	12/06/2003
- 3 000 m : 8 min 39 s 29 Stuttgart 	10/09/2006
- 5 000 m : 14 min 41 s 62 Oslo (Bislett) 	03/07/2009